# مسجد إمام جمعة
مسجد إمام جمعة هو مسجد تاريخي يعود إلى عصر الدولة الصفوية، ويقع في تبريز.